# Noces d'Alfons XIII amb Victòria Eugènia de Battenberg

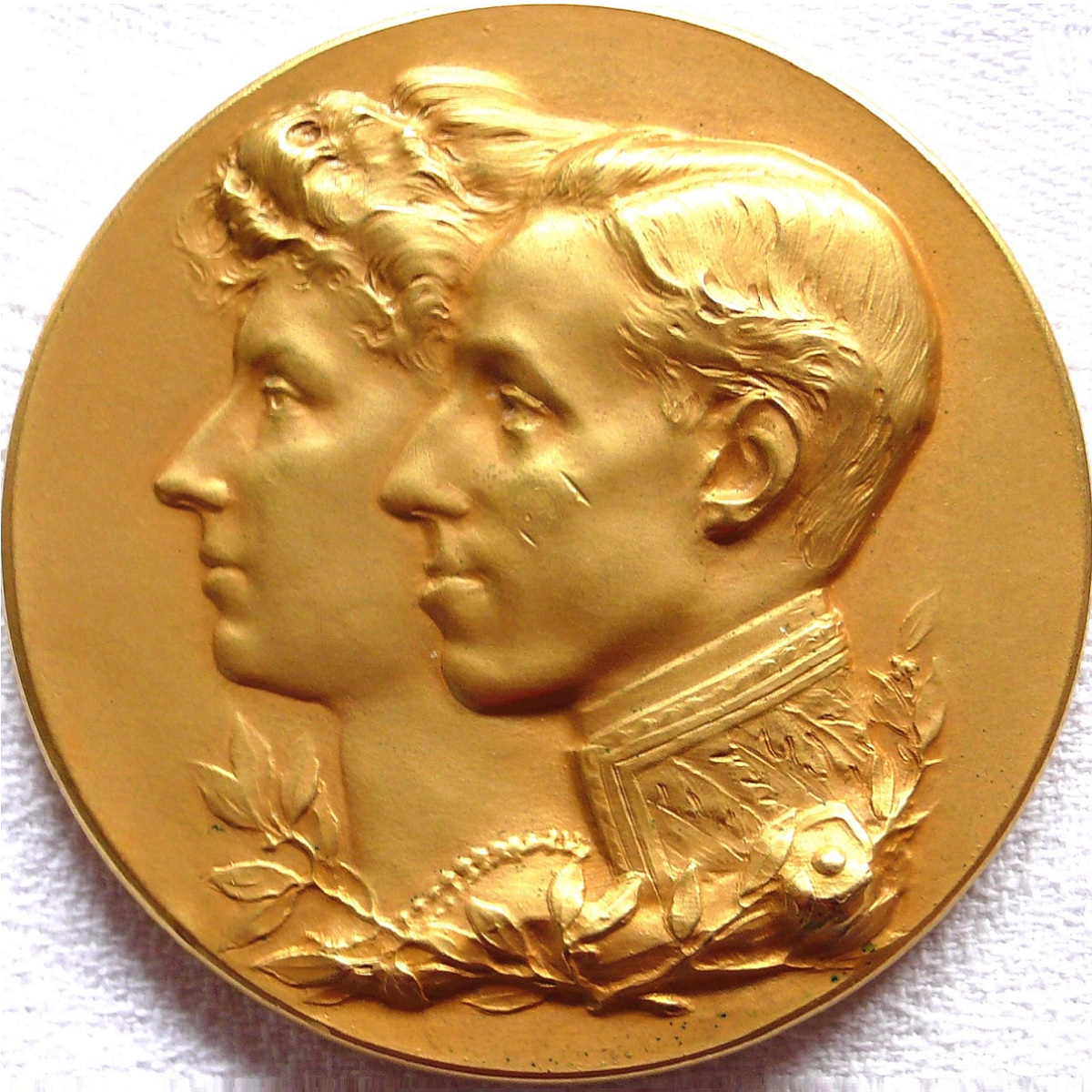
Moneda amb l'efígie d'Alfons i Victòria Eugènia, 1908

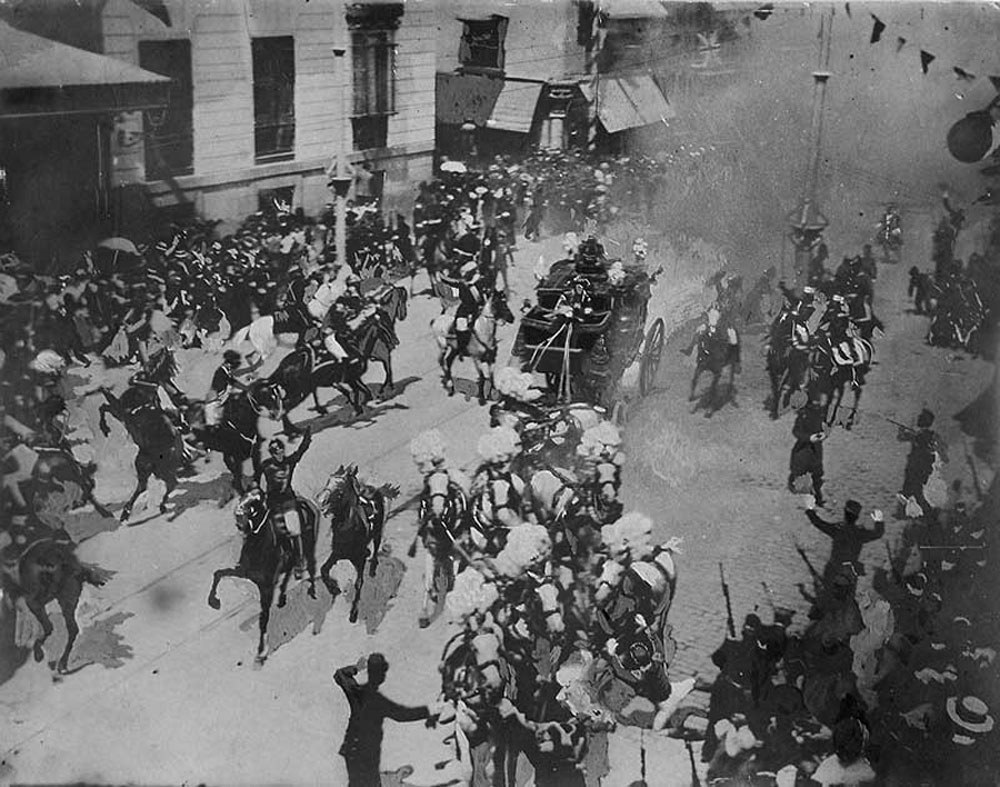
Atemptat al carrer Mayor.

Les noces d'Alfons XIII amb Victòria Eugènia de Battenberg es va celebrar el dia 31 de maig de 1906 en la basílica de San Jerónimo el Real de Madrid.

## Història
El matí del 31 de maig de 1906 va tenir lloc la gran cerimònia en la Basílica de Sant Jerónimo. A la seva sortida el festeig nupcial es dirigia al Palau Reial lentament perquè la multitud de persones que hi havia al carrer veiessin el meravellós seguici i el carruatge de cavalls blancs on anaven els reis.
En passar pel número 88 del carrer Mayor de Madrid la comitiva va sofrir un atemptat amb una bomba camuflada en un ram de flors tiratge des d'una de les balconades. Van morir vint-i-tres persones entre membres de la guàrdia reial i persones que admiraven la desfilada. L'explosió no va ferir als reis ni als guàrdies que anaven en la carrossa, entre ells Diego López Peralbo escorta de la Família Reial en la data. La reina es va presentar davant els convidats amb el vestit tacat de sang pels morts que havia provocat l'atemptat. El causant de l'atemptat va ser l'anarquista Mateu Morral i Roca que va ser detingut a Torrejón de Ardoz per un guàrdia jurat al que va matar d'un tret.